# 사마 (벼슬)
사마(司馬)는 주(周) 이후의 관직 중 하나로 육경(六卿)에 속해 군정을 관리했다.
서주(西周)의 문헌에 처음 등장하여 춘추전국시대(춘추전국시대)까지 계속 사용된 고대 중국의 관사이다. 문자 그대로 번역하면 "말의 관리자"를 의미한다. 사무실과 관련된 권한과 책임이 중국 역사를 통해 다소 변경되었다는 사실 때문에 이 용어에 대한 다양한 영어 번역이 제안되었다. 텍스트상 가장 가까운 것은 Master of the Horse이다. 'marshal' 및 'major'와 같은 다른 영어 용어도 제안되었으며 다른 맥락에서 적절할 수 있다.
동부 한 왕조 동안 대사마(大司馬)라는 용어는 황제 직속으로 봉사하는 삼공 장관 중 한 명인 전쟁 장관을 의미하게 되었다. 그렇게 함으로써 그것은 서한 시대에 사용되었던 태위(太尉)라는 용어를 대체했다. 이 용어는 마찬가지로 주나라 때 사용되었던 관직을 가리키는 더 오래된 용어인 태보(太保)를 대체했다. 이 사용은 조조가 서기 208년에 삼공 대신을 제거하고 그들을 황실 총리의 직위로 대체하면서 끝났다.